# Chiesa di Santa Grata in Columnellis

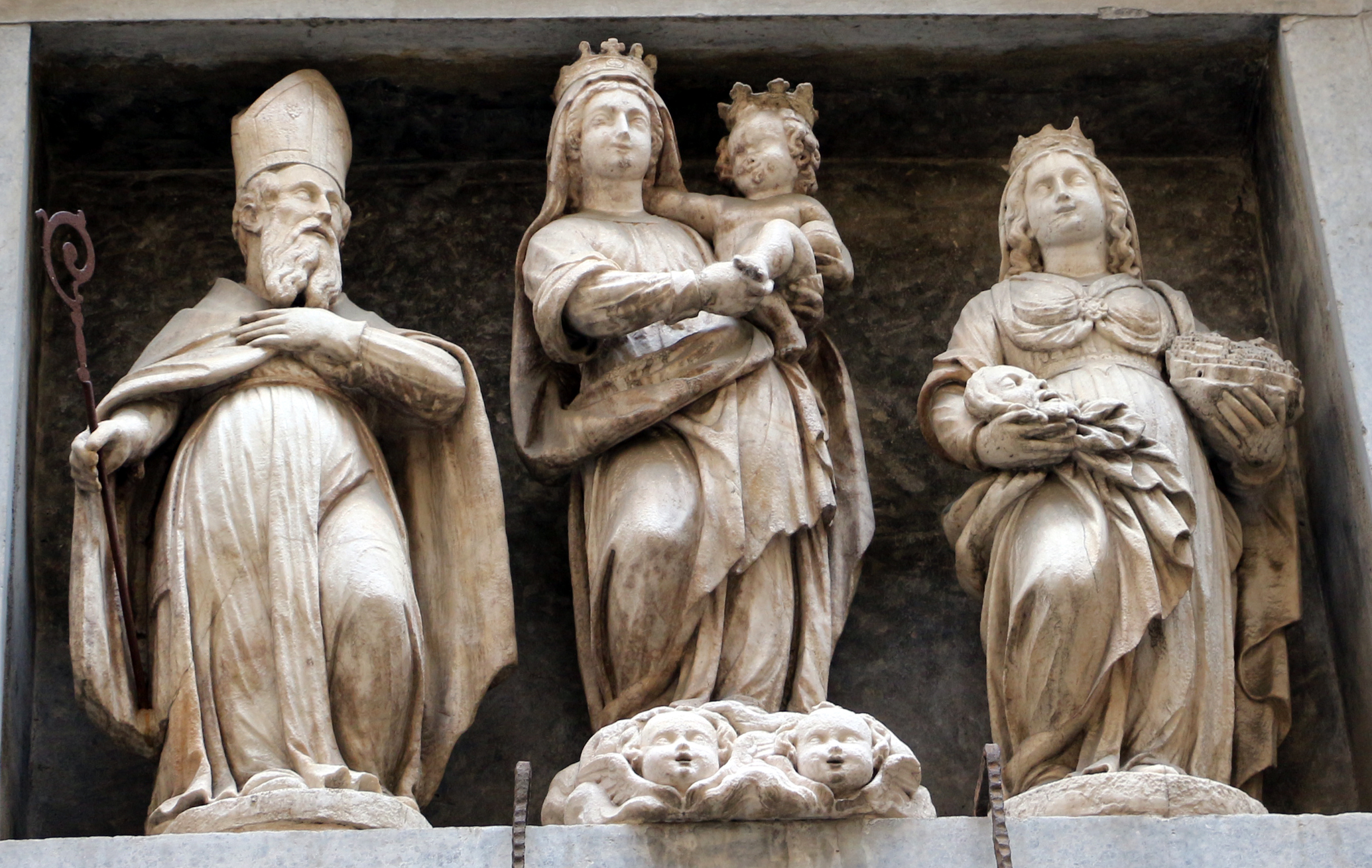
Bergamo, portale del convento di Santa Grata, Madonna col Bambino, santo vescovo e santa Grata con la testa decapitata del martire nella destra e la città di Bergamo nella mano sinistra, XVI secolo

La chiesa di Santa Grata in Columnellis, comunemente chiamata chiesa di Santa Grata in Via Arena per distinguerla da quella detta inter Vites di via Borgo Canale, si trova nella parte alta della città di Bergamo, e fa parte del monastero benedettino claustrale omonimo, il più antico della città.. L'antico nome Columnellis riporta alle colonne del porticato esterno presente nella chiesa primaria antecedente i restauri del XVI secolo.

## Storia
Il monastero di Santa Grata è il più antico di Bergamo e, pur non avendone documentazione, viene attribuita la sua fondazione, avvenuta nel IV secolo, ad Adleida, moglie di Lupo, duca di Bergamo, e mamma di Grata; all'edificio di culto fu conferito il nome di Santa Mater Vetur. La piccola chiesa, di origine longobarda, è ancora presente dentro il complesso monastico ed è detta vecchia per distinguerla dalla vicina chiesa intitolata alla Vergine, che divenne poi la basilica di Santa Maria Maggiore. Risulta documentato il monastero di Santa Maria Antica ancora nel 911, nell'antica vicinia Antescolis.
Il monastero viene citato nel 938 in un atto notarile del diacono Adalberto riguardante terreni a vite posti «subtus monasterio qui nominatur Sancte Marie qui dicitur Vetere», descrizione ripetuta poi in altri atti del novembre del 953 e 971. Da questo si ritiene che fosse presente una vita comunitaria già nel IX secolo forse con caratteristiche simili a quella dell'ordine Benedettino. La presenza di pochi elementi non consente la ricostruzione dei primi anni, andati perduti forse anche a causa di un incendio, solo dal XII e XIII secolo, è possibile ricostruire una storia più approfondita.
Santa Grata è stata una matrona cristiana vissuta tra III e IV secolo a Bergamo; ebbe in questa città una devozione tanto viva da far edificare due chiese a lei dedicate, quella chiamata Santa Grata inter Vites, dove avvenne la sua sepoltura, e questa, in via Arena dove poi la salma fu traslata e conservata.
Con l'introduzione della regola di San Benedetto, nel 1027 grazie alla volontà dell'abbadessa donna Officia venne ampliato il monastero, e il 1º maggio, vennero traslate le reliquie della santa dal luogo della prima sepoltura, a questa che era ancora la chiesa di Santa Maria Vetus, con una solenne processione presieduta dal vescovo Ambrogio II.

L'archivio del monastero conserva settantuno documenti che vanno dal 1049 al 1791, alcuni sono originali e altri copie. Il documento del 1049, nel quale si indicava che il convento possedeva la “curtis e costrum” di Serina con sentenza di papa Leone IX, ha da subito mostrato la sua falsità non presentandosi secondo i canoni caratteristici del papa, questo fu probabilmente realizzato su commissione delle benedettine per difenderne le proprietà dalla controversia con Maifredo de Martinengo. Il documento serviva anche a ottenere quell'autonomia necessaria dalla curia di Bergamo che viveva un periodo difficile con il vescovo imperialista Gerardo poi deposto. Sarà poi papa Urbano III a concedere i privilegi al monastero il 20 settembre 1186 ponendolo sotto la sua protezione.
Il papa confermò la regola di san Benedetto, il possesso della curtis di Calvenzano e Seranica nonché del luogo dove sorgeva il monastero. Autorizzava l'accoglienza a nuove novizie e l'obbligo di clausura se non l'uscita previa il permesso della badessa che veniva eletta direttamente dalle monache e che aveva diritto di sepoltura all'interno. Il privilegio inseriva il monastero nella «protectio apostolica» ma vi era anche la clausola “salva sedis apostolicae auctprotate”. Rimaneva quindi il diritto del vescovo di Bergamo dell'ordinazione monacale. Il monastero non aveva obbliga di pagare le decime.
Il documento più antico relativo ai beni patrimoniali del monastero risale al 1197 che indica l'acquisto di alcuni terreni di Grassobbio.
Fu grazie all'intervento del vescovo Giovanni Tornielli se nel 1214 il monastero ottenne l'esenzione dall'ordinario diocesano. Il Duecento vide la presenza della badessa Giustina, a cui fece seguito la badessa Grazia d'Arzago che resse il monastero per quarant'anni e che collaborò con Pinamonte da Brembate nella stesura dello statuto della congregazione della Misericordia Maggiore. Con documento del 30 aprile 1235 papa Gregorio IX confermava i privilegi già concessi al monastero. Fino al 1410 è indicato che il monastero ospitava anche personaggi esterni come nel 1286 il frate Pietro de Picenno converso predicti monasterii tempore dominae Adelaxiae del Talliumo, tunc Dei pratia hanatissa, e Lanfranco di Villongo nel 1297 indicato come abitante suprascripti monasterii e nel 1338 Anexia di Credaro 00habitantrice in suprascripto monasterio.
Dopo il concilio tridentino con il “Decretun de regularibus et monialibus”, tornò di diritto al vescovo il ruolo di responsabile della disciplina, portando così le monache a una più stretta clausura che impediva loro di uscire a svolgere anche gli interessi del convento. La struttura richiese modifiche che obbligassero a dividere le strutture architettoniche per il completo isolamento.  Il monastero fu anche oggetto di indulgenza. Il patriarca di Aquileia con una lettera del 26 novembre 1474 concedeva l'indulgenza per cento anni a chi visitava la chiesa di Santa Grata nei giorni dedicati a san Benedetto, di santa Grata e della sua traslazione, nonché di san Martino e che dedicasse il suo tempo a lavori di manutenzione ai locali e con oggetti liturgici portati in dono. Del 25 aprile 1701 da papa Clemente XI l'indulgenza per chi pregava e riceveva i sacramenti con le monache e la priora del convento.

### La ricostruzione del 1477
La costruzione di una nuova chiesa risale al 1477 su progetto dell'architetto Leonardo Moroni e Alessio Agliardi, risulta infatti che quest'ultimo fu procuratore delle monache: “Alexius filius quondam domini Bonifacii de Ayardis”, ed economicamente sostenuta dal lascito testamentario di Arigino dei Capitanei di Mozzo del 1477., edificata dove santa Grata, raccolte le spoglie del martire sant'Alessandro compose nei terreni di sua proprietà. I restauri hanno portato alla luce parte del primo edificio che venne poi modificato nel XVI secolo su progetto di Pietro Ragnolo. La chiesa fu consacrata il 23 agosto 1492.

L'antico edificio era largo circa metri e 27 di lunghezza, la controfacciata presentava un “logia, et sopra il coro de li madonni” accessibile dall'interno del monastero, probabilmente una copertura lignea di cui sono rimaste brevi tracce decorate, di cui alcune nella piccola chiesa di Santa Maria che riportano la data del 1471. Vi era il porticato esterno a sei fornici che si apriva sullo spiazzo che anticipava la Domus Magna, poi chiuso. L'antica aula era divisa in due parti, come era d'uso, di una parte per le monache e una per i fedeli, e l'altare maggiore posto sulla parete divisoria, diventando due porzioni quadrate e di piccole dimensioni, presentava analogie con altre chiese claustrali come quella del milanese Santa Maria al Cerchio.

### La ricostruzione del Cinquecento
Dal 1561 al 1588 la città di Bergamo subì, in alcune parti dell'antica città alta, con la costruzione delle mura veneziane un radicale cambiamento, di questo fu molto interessato anche il monastero e la chiesa di Santa Grata che ebbero un completo rinnovamento architettonico. Malgrado non vi siano conservati atti notarili, l'archivio presenta alcuni disegni del tempo che permettono la ricostruzione di questa trasformazione. Le antiche mura medioevali dividevano le proprietà del monastero, la parte ortiva e coltivata si trovava all'esterno e questo obbligava le monache a uscire, con le nuove mura tutto restava all'interno di un'unica struttura. 
Durante l'edificazione delle mura venete con la rimozione di parti di territorio si ebbe il cedimento di alcune zone, di questo fu sicuramente coinvolto il monastero, nonché la chiesa che iniziò a presentare crepe preoccupanti, obbligando le monache per motivi di sicurezza di traslare il corpo di santa Grata all'interno del cenobio, nella chiesa di santa Maria a Vetere. I lavori di riedificazione iniziarono nel 1567 con il coinvolgimento di tutta la struttura che fu ampliata permettendo l'accoglienza delle monache di Borgo di Terzo e Trescore in quanto soppressi i relativi monasteri. I lavori della chiesa si fermarono per un paio d'anni a causa del cedimento dei sei nuovi piloni che erano stati posti a sostegno della chiesa stessa. La chiesa fu poi ultimata con la consacrazione il 13 novembre 1600 dal vescovo Giambattista Milani. Dell'antica chiesa rinascimentale rimane un rilievo di Pietro Ragnolo eseguito prima della nuova ricostruzione.
Gli atti della visita apostolica del 1575 di san Carlo Borromeo, riportano: “Santissimum Sacramentum asservatur in tabernaculo super altari miore”, indicando una chiesa già in ottime condizioni anche se verrà poi aggiunto di eseguire altri adeguamenti. Dispose che si erigesse una parete fra le colonne, e si collocasse l'altare sul presbiterio sopraelevato da tre gradini e chiuso da una cancellata tra le due aule, quella del popolo e quella delle monache, e che si provvedesse a ingrandire il monastero, e una ruota che permettesse il passaggio degli abiti della sagrestia: “fenestrellula ad usum exponendi vestes sacres” e una finestre per permettere alle monache in clausura di ricevere la comunione: “fenestrellula ad usum ministrandai sacrae Communionis”.
Il nuovo progetto di Pietro Ragnolo fu accettato con la sottoscrizione anche della badessa:
(La chiesa di Santa Grata-Paolo Mazzariol)
La ristrutturazione iniziò nel dicembre del 1594 con molte modifiche dal progetto originale. Fu chiuso il porticato esterno, per permettere l'ampliamento interno e la formazione delle cappelle sul lato sinistro dell'aula, e la realizzazione di un edificio sotterraneo che ospitasse la sepoltura delle monache e dei benefattori come indicato da Borromeo che vietava la sepoltura nelle chiese. Nel 1627 le reliquie di santa Grata furono nuovamente portate nella chiesa e poste nella prima cappella a cornus epistole, sant'Alessandro di Bergamo nella terza mentre quelle dei santi vescovi Narno e Viatore nella cappella sotterranea. La decorazione in stile barocco all'interno della chiesa richiese molto tempo, e fu molto lenta, 
È del 1640 la costruzione del portale del monastero. I lavori di decorazione interna alla chiesa, non terminarono prima del 1620, venendo poi sospesi a causa della peste del 1630. Lavori di stuccatura e doratura ripresero e proseguirono durante tutta la seconda metà XVIII secolo. Il rinnovamento artistico della chiesa fu possibile grazie alle doti personali portate delle giovani consacrate fra queste la figlia del pittore Enea Salmeggia che realizzerà la pala d'altare.

### Le soppressioni
Il monastero venne soppresso con decreto del 6 novembre 1798 della Repubblica Cisalpina, con la consegna dell'ordinanza da parte del marchese Alessandro Solva accompagnato da altri uomini alla badessa Gerolama Grumelli, obbligandola, con le altre monache, 32 corali e dieci convesse, ad abbandonare subito il monastero e città alta. Il corpo di santa Grata era stato già traslato dalle monache il giorno precedente nella chiesa in via Borgo Canale. Ebbe così inizio un periodo di mediazione con le autorità politiche per non perdere quelle che erano le proprietà e i beni, che erano rilevanti coinvolgendo anche il patriarca di Venezia. Vi era infatti da parte delle autorità anche in precedenza la necessità finanziaria di ottenere dalla Chiesa pontificia il diritto ad alcune entità monastiche per lo Stato di Milano. I locali furono adibiti a ospedale militare. Con la Repubblica Cisalpina fu semplice attingere dai conventi sia in patrimoni immobiliari che mobiliari per incrementare le finanze. Questo portò dal 1805 al 1810 la quasi completa soppressione dei monasteri e all'esproprio dei beni. Tutti i beni furono quindi venduti rimanevano solo i locali del monastero, la chiesa e l'ortaglia, che il 13 agosto 1799 furono nuovamente concessi alle monache. Ritornarono a occupare i locali la badessa Grumelli, la priora Barbara Pasta e altre sette monache il 15 settembre 1799.
Nel 1800 con la battaglia di Marengo, le truppe francesi rientrarono in Bergamo e la Repubblica Cisalpina reclamò i diritti sul monastero avviando la vendita di ogni bene l'11 novembre 1800, fu accordato un affitto alle monache che continuavano a vivere i locali. Seguirono poi i passaggi di acquirenti, ognuno di questi sembra che comprasse a nome di qualcun altro, fino al conte Carlo Fogaccia che acquistò per nome delle ex monache di Santa Grata nel 1804. nel 1814 l'impero austro-ungarico tornò a governare la città di Bergamo e le monache inviarono una supplica all'imperatore Francesco I.

Il monastero fu riaperto definitivamente l'8 dicembre 1817, uno dei pochi che ebbero da subito il permesso a Bergamo.
(Biografia di Teresa Eustochio Verzeri)

Tutte le presenti indossavano l'abito benedettino e furono interrogate dal vescovo Gian Paolo Dolfin per comprendere il loro desiderio di tornare a entrare nel monastero come monache benedettine. Queste si inginocchiarono davanti al vescovo pronunciando i voti, fra queste risulta fosse ultima la priora Barbara Pasta: 
(Archivio monastero)

## Architettura

### Esterno
Sulla parete esterna alla chiesa, quella che si affaccia in via Arena, si sono resi visibili sei archi a sesto acuto con due capitelli corinzi murati e alcune parti di affresco a testimonianza di un antico porticato, murato nel 1580 per poter ampliare la chiesa su progetto di Pietro Rognolo del 1591. Sui pennacchi degli archi vi sono dipinti dei medaglioni raffiguranti l'effigie di Sant'Alessandro con la spada, un santo che potrebbe essere Santo Stefano e uno con il piviale e il pastorale che indicherebbe essere San Benedetto. 
Mentre la parte superiore è una ricca decorazione di toni del rosso e del blu costituita da girali e animaletti. Vi sono alternati tritoni che sorreggono medaglioni raffiguranti Santa Grata che tiene la testa di Sant'Alessandro appena decapitato, Santa Agata con la spada e i seni simboli del suo martirio. Sulla coda del tritone è raffigurata l'effigie di un putto e colombe. Raffigurazioni di scuola bramantesca, Bramante era stato molto presente in Bergamo nel 1477 durante la decorazione del Palazzo della Ragione, nonché del casa Angelini sempre in via Arena. 

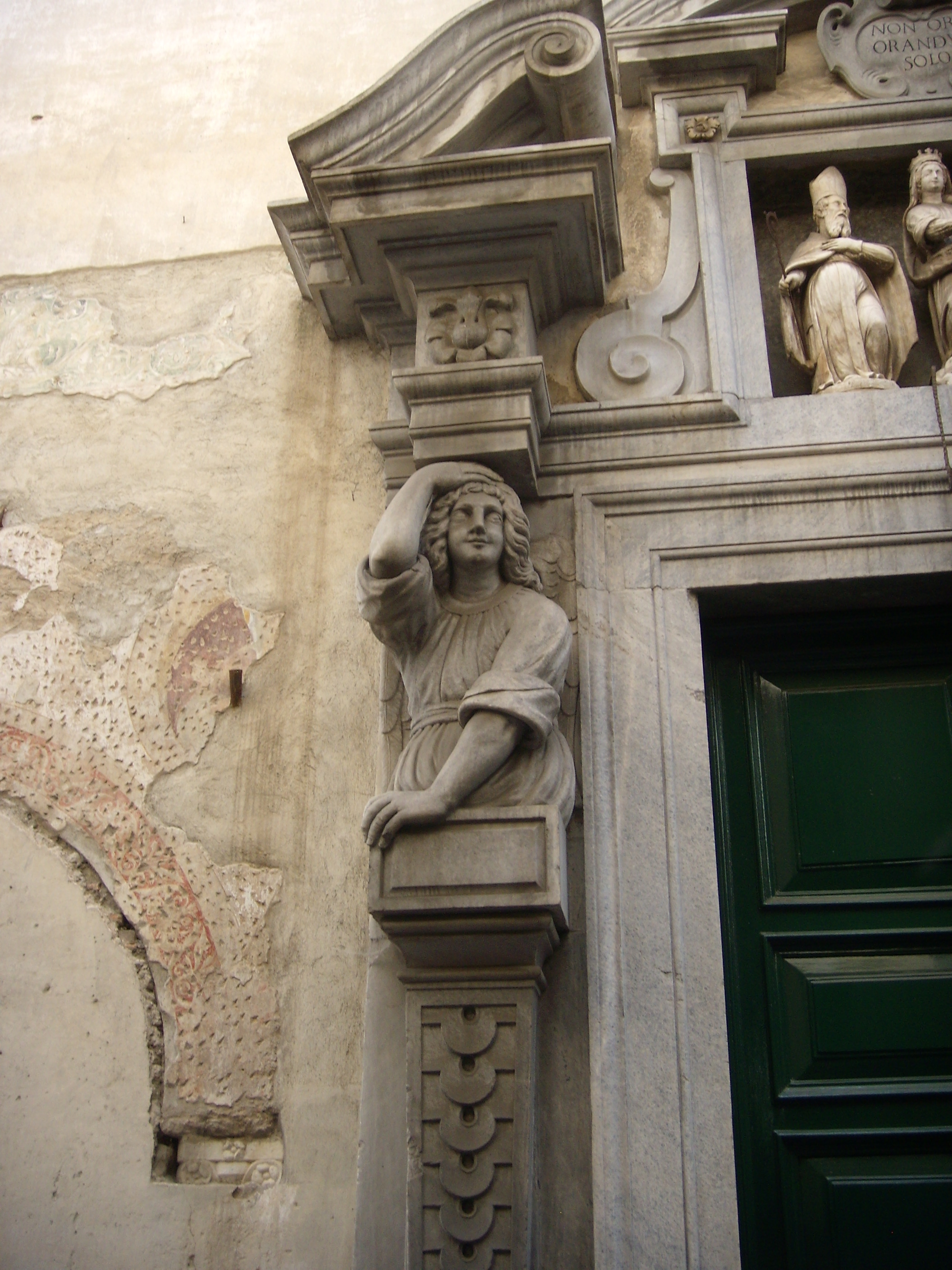
Telamone di sinistra del portale della chiesa di Santa Grata

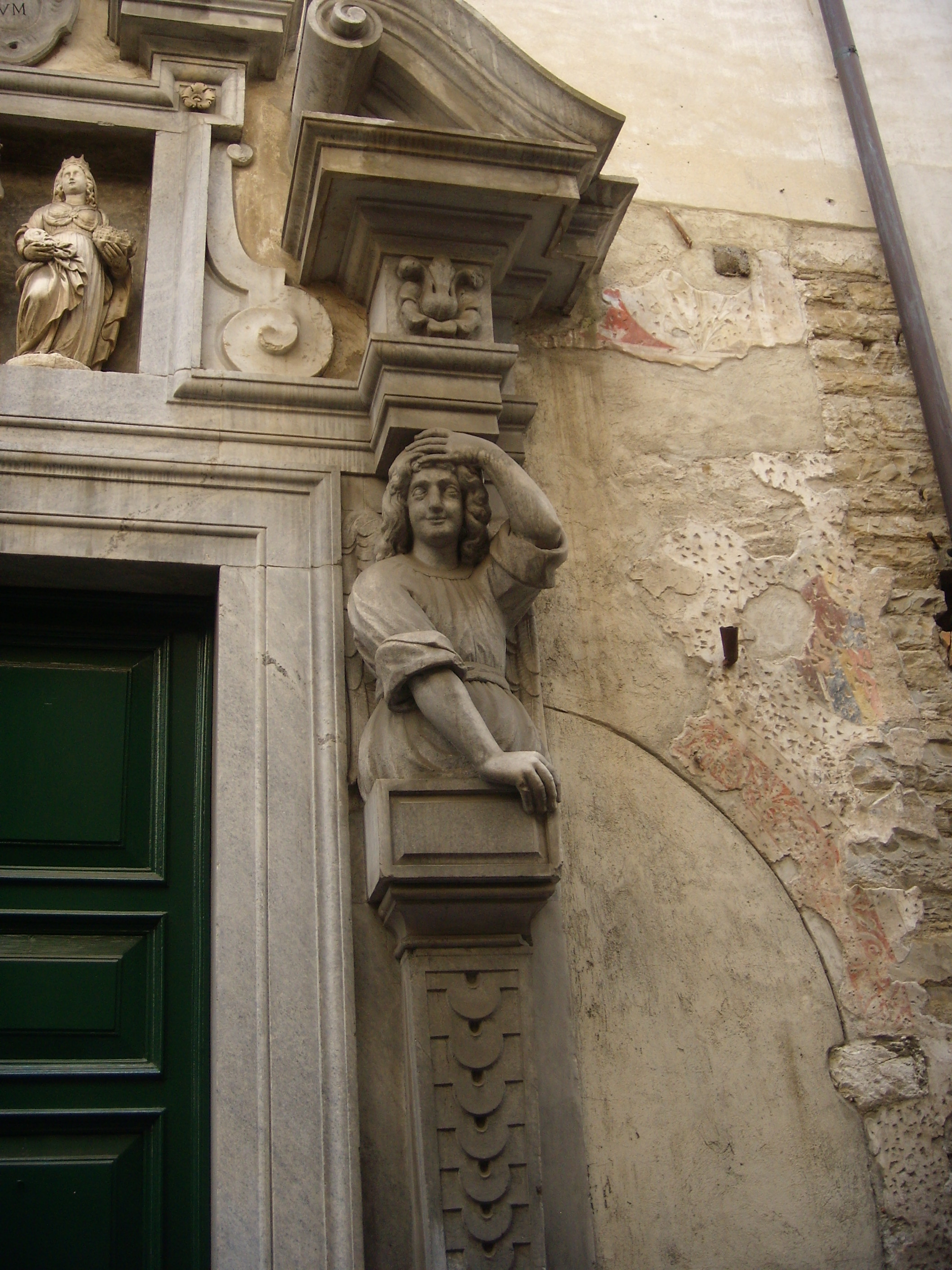
Santa Grata in Columnellis

Si possono trovare questi tipi di affreschi in tante facciate di case bergamasche segno di una importante circolazione di disegni tanto da farne diventare una moda della fine del XV secolo. Il portale del monastero è datato 1649 ed è composto da due lesene laterali che terminano con due grandi telamoni che sorreggono tratti di trabeazione. Sulla mensola del timpano curvilineo vi erano un tempo tre putti ora spostati all'interno della chiesa per conservarne l'integrità, detti putti teneva i simboli dei due santi e un carteggio con scritto HIS TUTAE PRAESIDIIS. Nella cavità centrale sono ora presenti le due statue di sant'Alessandro e santa Grata che tiene nella destra la testa del santo e nella sinistra le carte della città, al centro la Madonna con il Bambino, questa opera è attribuita a Giovanni Antonio Sanz.
 Nella parte superiore vi è la scritta “Non ore orandum solo” (Non si prega solo con la bocca).
Dal portale non si accede direttamente nella chiesa, ma in un ambiente rococò con statue dorate opera forse dei Camuzio nel 1770.

### Interno
L'interno della chiesa è preceduto da un vestibolo in stile rococò con una piccola cupola ellittica decorata da stucchi dorati a lacumari che si conclude con una balaustra aperta su di un cielo sereno con piccole nuvolette bianche, opera della bottega del Camuzio.

L'interno si presenta particolarmente decorato. Donato Calvi nel 1676 ne descrive l'interno in costruzione. 
(“Effemeride sacra profana di quanto di memorabile sia successo in Bergamo” - Donato Calvi)
La chiesa si presenta a un'unica navata, con tre cappelle su entrambi i lati con una decorazione a stucco dorato che ricopre ogni parte della navata, della volta e del presbiterio realizzati da Giovanni Angelo Sala; nella terza posta sul lato di destra, sono conservati i resti della santa. Sul presbiterio, interamente dedicato alla santa, si trova la pala del Salmeggia del 1623 Madonna col Bambino in gloria e i santi Lupo, Esteria, Grata, Caterina d'Alessandria, Scolastica, Benedetto e Lorenzo, donata dall'artista come dote ai voti monacali della figlia posta nell'ancona realizzata da Andrea Manni nel 1725; la volta ospita sei affreschi del 1623 di Pietro Baschenis, mentre gli stucchi sono lavori di Gerolamo e Giovanni Battista Porta. 
La prima cappella di destra che è dedicata a Sant'Alessandro si trovano il dipinto di Fabio Ronzelli: Sant'Alessandro a cavallo libera Bergamo dall'assedio degli spagnoli del 1629 e due opere di Carlo Ceresa: Esequie di sant'Alessandro e Tentativo di trafugamento del corpo di sant'Alessandro del 1639. Gli altari furono realizzati su disegno di Antonio Piccinelli  ta il 1896 e 1898. 
Nelle tre campate della volta vi sono gli affreschi dei fratelli Recchi raffiguranti la storia del monastero, addobbate dagli stucchi di Giovanni Angelo Sala, così come in tutta la chiesa, che riprendono quelli della basilica di Santa Maria Maggiore. Sul cornicione della volta vi sono raffigurati i personaggi dell'Antico Testamento in atteggiamento ieratico, con cartigli tratti dalla Vulgata posti ad indicare riflessioni sulla vita monacale, e i dodici apostoli ognuno raffigurato con gli attributi che li rendano riconoscibili, in posizione di guardare in basso la sala con movimento di braccia e vesti, che rendono animazione all'intero apparato della volta. L'altare è stato eseguito tra il 1760 e il 1762 su disegno di Filippo Alessandri, fratello della badessa Maria, in sostituzione di quello del XVI secolo, le statue sono attribuite a Andrea Manni fratello del più famoso Giacomo.

#### Arca di Santa Grata
Con i lavori di restauro del 1907, fu ritrovata l'antica arca che conserva le reliquie della santa titolare, che erano state traslate nella chiesa da quella in via borgo Canale nel 1027 conservate poi nel sepolcro con quella di sant'Alessandro, posta poi nell'arca lignea nel 1627 dal tagliapietre Antonio Fantoni perché nel 1569 la pietra sepolcrale presentava fenditure che potevano gravemente danneggiare la cassa lignea che conteneva le reliquie di santa Grata. 

Con i restauri novecenteschi fu eseguita la ricerca nel corridoio retrostante la cappella dedicata alla santa e fu riscoperta l'antica arca in pietra poggiante su due mensole in pietra dorata dove vi era incisa l'iscrizione SEPULCHRUM SANCTAE GRATAE VIRG. Fu ordinato dall'allora vescovo di Bergamo Giacomo Radini-Tedeschi la sua esposizione per la venerazione pubblica. Fu quindi eseguito un lavoro di pulitura e conservazione delle reliquie della santa.
(Archivio monastero di Santa Grata)
Le reliquie furono poi poste in una nuova urna in argento opera dell'orefice Angelo Zanchi nel gennaio del 1907, arca posta nel centro della chiesa dove furono venerate per tre giorni. Dal 1913 ogni anno nel giorno che ricorre la festa di sant'Alessandro e di santa Grata furono esposte alla venerazione dei fedeli. Fino alle soppressioni napoleoniche della fine del Settecento la chiesa conservata l'antica arca di sant'Alessandro e i sarcofagi dei primo vescovi di Bergamo Narno e Viatore provenienti dalla chiesa alessandrina distrutta nel 1561 con la costruzione delle mura. Dell'importante traslazione sono rimaste documentazioni e una miniata inserita in un codice del monastero. La nuova arca fu posta nella prima cappella a destra dedicata alla santa. Del sarcofago di sant'Alessandro si sa che fu cura dell'allora curato della chiesa di Sant'Alessandro alla Croce conservarlo così come quello di san Narno, non rimane invece testimonianza delle reliquie di san Viatore.
Il sepolcro di sant'Alessandro fu poi posto come altare della chiesa alessandrina di via Pignolo a seguito dell'adeguamento liturgico.

## Biblioteca del monastero
Il monastero possedeva beni immobili, e anche di una biblioteca di un certo pregio. Purtroppo la difficile situazione economica in cui il monastero versava agli inizi del XX secolo, obbligò la vendita di alcuni capitoli, lasciandone presenti solo cinque, sei sono stati successivamente recuperati e si trovano presso la Biblioteca civica Angelo Mai, mentre altri si trovano nella Biblioteca del Clero di Sant'Alessandro in Colonna.
I cinque capitoli ora presenti sono:
- Manoscritto 1 - Manoscritto del XV-XVI secolo contenente la messa che veniva celebrata per la traslazione di santa Grata;
- Manoscritto 2 - Vita di Santa Grata. Copia simile è presente nella Biblioteca del Clero;
- Manoscritto 3 - Graduale del XV secolo con antica legatura con piatti in legno e costola in cuoio;
- Manoscritto 4 -  Legendario di Santa Grata manoscritto della vita di santa Grata e di altri santi opera del XIII secolo di Pinamonte da Brembate[36].
- Manoscritto 5 -  Antifonario cartaceo, con legatura di cuoio impressa e iscrizione, a lettere dorate: Deus Off(ici)a Locatella professa S. Gratae fieri fecit[37].